# Élection à la direction du Parti vert du Canada de 2020
L'élection à la direction du Parti vert du Canada de 2020 se déroule du 4 février 2020 au 3 octobre 2020. Cette élection fait suite à la démission d'Elizabeth May de la chefferie du parti en novembre 2019, après 13 années à ce poste. 
Le vote a lieu en ligne entre le 26 septembre et le 3 octobre, et Annamie Paul est élue au 8e tour du scrutin préférentiel. 

## Contexte
Depuis l'élection d'Elizabeth May en 2006, le Parti vert du Canada a gagné en popularité auprès des Canadiens. Elizabeth May devient en 2011 la première personne élue sous la bannière verte à la Chambre des Communes, dans la circonscription de Saanich--Gulf Islands, en Colombie-Britannique. En mai 2019, à l'occasion d'une élection partielle, Paul Manly devient le second élu du Parti vert, dans la circonscription de Nanaimo—Ladysmith dans la même province. Quelques mois plus tard, la formation politique obtient une troisième élue, Jenica Atwin dans la circonscription de Fredericton, au Nouveau-Brunswick, à la suite des élections fédérales du 21 octobre 2019. Les résultats de l'élection de 2019, même s'il s'agissait des meilleurs de l'histoire du parti, avec 6,5 % des voix et plus de 1,1 million de votes, n'ont pas été à la hauteur des attentes des Verts, qui espéraient une « vague verte » et un plus grand appui populaire, étant donné l'importance de la thématique de l'environnement et des changements climatiques dans la campagne électorale de 2019. Plusieurs analystes observent que l’ambiguïté de la formation politique sur des enjeux comme l'avortement et les difficultés de la cheffe en français ont nui à la formation politique, notamment au Québec. 
La course se déroule dans le contexte de la pandémie de Covid-19, qui empêche la tenue du congrès initialement prévu à Charlottetown.

## Candidatures

### Candidatures officielles au 9 juillet 2020
- Meryam Haddad
- Courtney Howard
- Amita Kuttner[9]
- Dimitri Lascaris
- David Merner[10]
- Glenn Murray
- Annamie Paul, avocate et candidate verte dans Toronto-Centre en 2019[11]
- Andrew West

### Candidatures disqualifiées
- Dylan Perceval-Maxwell (le 8 juillet 2020)

### Candidatures abandonnées
- Judy N. Green[12] (le 31 aout 2020)[13]
- Alex Tyrrell, chef du Parti vert du Québec[14] (le 3 juin 2020)
- Don Elzer (le 3 juin 2020)
- Julie Tremblay-Cloutier, candidate verte dans Mirabel en 2019[15] (le 14 février 2020)
- Constantine Kritsonis (le 3 février 2020)

### Autres noms évoqués
- Pierre Nantel, ancien député néo-démocrate de Longueuil--Saint-Hubert, puis candidat vert en 2019[16]
- Luc Joli-Coeur, candidat vert dans Québec en 2019[17]
- Jenica Atwin
- Peter Bevan-Baker
- David Coon
- Daniel Green, chef-adjoint et candidat vert à 4 reprises
- Paul Manly
- Mike Schreiner, chef du Parti vert de l'Ontario et député de Guelph depuis 2018.
- Andrew Weaver, chef du Parti vert de la Colombie-Britannique entre 2015 et 2020 et député de Oak-Bay-Gordon-Head de 2013 à 2020.
- Jody Wilson-Raybould
- Richard Zurawski